# اچ‌ام‌اس فیم (۱۷۵۹)
اچ‌ام‌اس فیم (۱۷۵۹) (به انگلیسی: HMS Fame (1759)) یک کشتی بود که طول آن ۱۶۵ فوت ۶ اینچ (۵۰٫۴۴ متر) بود. این کشتی در سال ۱۷۵۹ ساخته شد.